# Korfbal op internationale toernooien
Korfbal wordt op diverse internationale toernooien gespeeld.

## Mondiale toernooien

### Wereldkampioenschap
Het wereldkampioenschap korfbal is een internationaal toernooi voor landenteams dat om de vier jaar wordt georganiseerd door de International Korfball Federation, de winnaar van het toernooi is de officiële wereldkampioen korfbal. De eerste editie van het toernooi werd gehouden in 1978 in Nederland. Recordhouder met 11 titels is Nederland, dat slechts eenmaal de finale van een WK verloor. Deze verloren finale werd gespeeld tegen België.
|              | WK   | Gastland  | Kampioen  | Tweede plaats  | Derde plaats        |
| ------------ | ---- | --------- | --------- | -------------- | ------------------- |
| I Details    | 1978 | Nederland | Nederland | België         | West-Duitsland      |
| II Details   | 1984 | België    | Nederland | België         | West-Duitsland      |
| III Details  | 1987 | Nederland | Nederland | België         | Verenigd Koninkrijk |
| IV Details   | 1991 | België    | België    | Nederland      | Chinees Taipei      |
| V Details    | 1995 | India     | Nederland | België         | Portugal            |
| VI Details   | 1999 | Australië | Nederland | België         | Verenigd Koninkrijk |
| VII Details  | 2003 | Nederland | Nederland | België         | Tsjechië            |
| VIII Details | 2007 | Tsjechië  | Nederland | België         | Tsjechië            |
| IX Details   | 2011 | China     | Nederland | België         | Chinees Taipei      |
| X Details    | 2015 | België    | Nederland | België         | Chinees Taipei      |
| XI Details   | 2019 | België    | Nederland | België         | Chinees Taipei      |
| XII Details  | 2023 | Taiwan    | Nederland | Chinees Taipei | België              |
| XIII Details | 2027 | Nederland |           |                |                     |

### Korfbal op de Wereldspelen
Korfbal is een sport die onderdeel uitmaakt van de Wereldspelen. Onderstaand volgt een lijst van medaillewinnaars op dit evenement.
|            | WG   | Gastland            | Kampioen  | Tweede plaats  | Derde plaats   |
| ---------- | ---- | ------------------- | --------- | -------------- | -------------- |
| 1 Details  | 1985 | Verenigd Koninkrijk | Nederland | België         | West-Duitsland |
| 2 Details  | 1989 | Duitsland           | Nederland | België         | West-Duitsland |
| 3 Details  | 1993 | Nederland           | Nederland | België         | Duitsland      |
| 4 Details  | 1997 | Finland             | Nederland | België         | Chinees Taipei |
| 5 Details  | 2001 | Japan               | Nederland | België         | Chinees Taipei |
| 6 Details  | 2005 | Duitsland           | Nederland | België         | Chinees Taipei |
| 7 Details  | 2009 | Taiwan              | Nederland | België         | Chinees Taipei |
| 8 Details  | 2013 | Colombia            | Nederland | België         | Chinees Taipei |
| 9 Details  | 2017 | Polen               | Nederland | Chinees Taipei | België         |
| 10 Details | 2022 | Verenigde Staten    | Nederland | België         | Chinees Taipei |
| 11 Details | 2025 | China               |           |                |                |
| 12 Details | 2029 | Duitsland           |           |                |                |

## Internationale toernooien

### Europees kampioenschap
Het Europees kampioenschap korfbal is een terugkerend evenement dat iedere vier jaar wordt georganiseerd door de International Korfball Federation. Deelnemers aan het toernooi zijn landenteams van Europese landen. De winnaar van het toernooi is de officiële Europees kampioen korfbal.
Het eerste EK werd gehouden in 1998 in Portugal. Nederland won tot nu toe elke editie.
|           | EK   | Gastland  | Kampioen  | Tweede plaats | Derde plaats |
| --------- | ---- | --------- | --------- | ------------- | ------------ |
| 1 Details | 1998 | Portugal  | Nederland | België        | Portugal     |
| 2 Details | 2002 | Spanje    | Nederland | Tsjechië      | België       |
| 3 Details | 2006 | Hongarije | Nederland | België        | Tsjechië     |
| 4 Details | 2010 | Nederland | Nederland | België        | Tsjechië     |
| 5 Details | 2014 | Portugal  | Nederland | België        | Portugal     |
| 6 Details | 2016 | Nederland | Nederland | België        | Catalonië    |
| 7 Details | 2018 | Nederland | Nederland | Duitsland     | Portugal     |
| 8 Details | 2021 | België    | Nederland | België        | Duitsland    |
| 9 Details | 2024 | Spanje    | Nederland | België        | Duitsland    |

### Pan-Amerikaans kampioenschap korfbal
Het Pan-Amerikaans kampioenschap korfbal is een terugkerend evenement dat iedere vier jaar wordt georganiseerd door de International Korfball Federation. Deelnemers aan het toernooi zijn landenteams van de Amerikaanse landen. De winnaar van het toernooi is de officiële winnaar van het Pan-Amerikaanse Kampioenschap Korfbal
Het eerste kampioenschap werd gehouden in 2014 in Brazilië. Het werd verspeeld in Sao Paulo.
|           | WG   | Gastland   | Kampioen | Tweede plaats          | Derde plaats |
| --------- | ---- | ---------- | -------- | ---------------------- | ------------ |
| I Details | 2014 | Brazilië   | Brazilië | Colombia               | Mexico       |
| I Details | 2018 | Colombia   | Suriname | Dominicaanse Republiek | Brazilië     |
| I Details | 2022 | Argentinië | Suriname | Brazilië               | Argentinië   |

### Afrikaans kampioenschap korfbal
Het Afrikaans kampioenschap korfbal is een terugkerend evenement dat iedere vier jaar wordt georganiseerd door de International Korfball Federation. Deelnemers aan het toernooi zijn landenteams van Afrikaanse landen. De winnaar van het toernooi is de officiële winnaar van het All-Africa Kampioenschap Korfbal is Zuid-Afrika. Zij hebben zich geplaatst voor het wereldkampioenschap in 2015.
|             | WG   | Gastland | Kampioen    | Tweede plaats | Derde plaats |
| ----------- | ---- | -------- | ----------- | ------------- | ------------ |
| I Details   | 2006 |          |             |               |              |
| II Details  | 2010 | Zimbabwe | Zuid-Afrika |               |              |
| III Details | 2014 | Zambia   | Zuid-Afrika | Zimbabwe      | Malawi       |
| IV Details  | 2018 | Zimbabwe | Zuid-Afrika | Zimbabwe      | Zambia       |

### Aziatisch-Oceanisch kampioenschap korfbal
|             | WG   | Gastland      | Kampioen       | Tweede plaats  | Derde plaats  |
| ----------- | ---- | ------------- | -------------- | -------------- | ------------- |
| I Details   | 1990 | Indonesië     | Chinees Taipei | Australië      | Hongkong      |
| II Details  | 1992 | India         | Chinees Taipei | Australië      | India         |
| III Details | 1994 | Australië     | Chinees Taipei | Australië      | Indonesië     |
| IV Details  | 1998 | Zuid-Afrika   | Chinees Taipei | Zimbabwe       | India         |
| V Details   | 2002 | India         | Chinees Taipei | Australië      | India         |
| VI Details  | 2004 | Nieuw-Zeeland | Australië      | Chinees Taipei | Nieuw-Zeeland |
| VII Details | 2006 | Hongkong      | Chinees Taipei | Australië      | India         |
| VII Details | 2010 | China         | Chinees Taipei | China          | Australië     |
| IX Details  | 2014 | Hongkong      | Chinees Taipei | Australië      | China         |
| X Details   | 2018 | Japan         | Chinees Taipei | China          | Australië     |
| XI Details  | 2022 | Thailand      | Chinees Taipei | China          | Australië     |

## Voormalige toernooien

### Overzicht European Bowl
De European Bowl was een terugkerend korfbaltoernooi, waaraan de nationale selecties van Europese landen deelnemen, die zich niet geplaatst hebben voor het wereldkampioenschap. De eerste European Bowl vond plaats in 2005 in Catalonië. Sinds 2007 worden de deelnemers aan het toernooi verdeeld in twee divisies, de westelijke en oostelijke divisie. De winnaars van beide divisies spelen tegen elkaar in de finale van de European Bowl.
|             | EB   | Gastland            | Kampioen          | Tweede plaats    | Derde plaats      |
| ----------- | ---- | ------------------- | ----------------- | ---------------- | ----------------- |
| I Details   | 2005 | Catalonië           | Catalonië         | Rusland          | Portugal          |
| II Details  | 2007 | Luxemburg Servië    | Slowakije         | Wales            | Frankrijk Servië  |
| III Details | 2009 | Luxemburg Slowakije | Wales Slowakije   | Schotland Servië | Ierland Turkije   |
| IV Details  | 2013 | Nederland Slowakije | Turkije Slowakije | Wales Servië     | Ierland Schotland |

1978 · 
1984 · 
1987 · 
1991 · 
1995 · 
1999 · 
2003 · 
2007 · 
2011 · 
2015 · 
2019 · 
2023 ·
1985 · 
1989 · 
1993 · 
1997 · 
2001 · 
2005 · 
2009 · 
2013 · 
2017 · 
2022 · 
2025
1998 · 
2002 · 
2006 · 
2010 · 
2014 · 
2016 · 
2018 · 
2021 · 
2024 ·
1990 · 
1992 · 
1994 · 
1998 · 
2002 · 
2004 · 
2006 · 
2010 · 
2014 · 
2018 · 
2022 ·
2006 ·
2010 ·
2014 ·
2018 ·
2022 ·
2014 ·
2018 ·
2022 ·